# ヴィクトリア (2015年の映画)
『ヴィクトリア』（原題：Victoria）は、2015年のドイツのクライム・スリラー映画。監督はゼバスチャン・シッパーで、ライア・コスタとフレデリック・ラウらが出演。全編ワンカットの長回しで撮影された数少ない長編映画の一つ。

## ストーリー
ヴィクトリアは3か月前にベルリンに引っ越してきたスペイン人の若い女性。カフェで働き始めたが、まだこの地で誰とも知り合いになれずにいた。ドイツ語が話せないため、周囲とは英語を使うしかなかった。彼女がクラブで朝の4時まで飲んで踊った後、外に出ると騒いでいる4人組の男たちに出会う。彼らはゾンヌ、ボクサー、ブリンカー、フースと名乗った。彼らは夜の散歩に彼女を誘い、彼女は警戒しつつも付き合うことにする。彼らは深夜営業の店でアルコールを盗み、アパートの屋上で飲酒やマリファナに興じる。そこでボクサーは、傷害事件で刑務所にいたことをヴィクトリアに明かす。
ヴィクトリアはカフェの開店時間のために帰らなければならず、ゾンヌに送ってもらう。帰り際、ボクサーはゾンヌに早く戻ってくるよう念を押した。彼らは今夜大事な予定があるようだった。
ヴィクトリアとゾンヌがカフェに着くと、二人は一服のために店内に入る。ゾンヌがピアノに気づくと、適当に弾いてみせる。今度はゾンヌがヴィクトリアに演奏をリクエストすると、彼女はメフィスト・ワルツを披露する。ゾンヌが深く感動していると、ヴィクトリアは、自分がコンサートピアニストを目指して音楽学科に通っていたものの、実力が足りず挫折したことを明かす。
まもなくして、ひどく興奮した状態のボクサーが慌ててやって来て、ゾンヌにすぐに出てこいと要求する。直後、カフェの前で、4人は他人の車を盗んで運転しようとし始める。しかしひどく酔っていたフースが意識を失い、店内に戻ってくる。絶望的な表情のボクサーは、ヴィクトリアにフースの代役を頼もうとゾンヌに提案する。ゾンヌは最初は反対していたが、折れてヴィクトリアに依頼する。彼はヴィクトリアに、ボクサーが自身の服役中にギャングのアンディの保護を受けていたことを明かし、今となってはアンディの依頼を断れない状況だと説明する。そして今夜、アンディはボクサーに、3人の仲間を連れて自分のもとに来るよう要求していたのだった。誰もその目的は知らなかったが、ヴィクトリアはゾンヌたちを助けようとフースの代役を引き受ける。フースを車の後ろに横たえ、ヴィクトリアはゾンヌ、ボクサー、ブリンカーを乗せてアンディや武装した男たちの待つ駐車場まで運転する。
アンディは4人に、今から銀行から50,000ユーロを盗み出すよう要求する。アンディは10,000ユーロを自身の取り分とし、残りの金額を彼らに残すという。アンディはヴィクトリアを人質に彼らを脅迫し、要求を飲ませる。アンディは彼らに銃の武装や強盗の予行演習をさせ、戦意高揚のためにドラッグを強いる。
ヴィクトリアが銀行へ運転する間、ブリンカーはパニック発作を起こすが、他のメンバーが彼を落ち着かせる。ボクサーは、ヴィクトリアを巻き込んでいることや友人にパニック発作を起こさせていることに罪を感じ、一人で銀行に行こうとするが、ヴィクトリアを含め仲間が彼を止める。銀行に着くと、男3人は車を降りて強盗を始める。その間ヴィクトリアが車をエンストさせるトラブルはあったものの、強盗自体はスムーズに進む。4人は車を路地に停めてクラブに戻ると、ドラッグの影響もあり、強盗の成功を祝って騒ぐ。ゾンヌとヴィクトリアはキスをし始め、ブリンカーとボクサーは服を脱いで踊り出す。外に出ると、彼らは意識を失ったフースを車に残してきたことを思い出す。路地の車に戻ろうとすると、車の周りに警察が駆け付けている光景を目撃する。彼らはパニックになりながら逃げ出すが、警察に見つかる。彼らと銃撃戦になり、ブリンカーが被弾する。ボクサーはゾンヌとヴィクトリアに、金を持って逃げろと頼み、自身は警察に向かっていく。
ゾンヌとヴィクトリアはアパートに忍び込み、その一室で若いカップルを人質に取る。部屋に赤ん坊がいることに気づくと、ゾンヌたちは服を着替え、泣き叫ぶ母親を尻目に赤ん坊を連れてアパートを飛び出す。すぐに警察に見つかるが、アパートに住む赤ん坊を連れた若い夫婦のふりをすることで彼らの警戒の目をくぐり抜ける。
彼らはアパートの母親に誓った通りにカフェの前に赤ん坊を残し、タクシーを拾い近くのホテルに入る。ヴィクトリアがフロントで部屋を手配していると、待っているゾンヌは苦しみを堪え始める。部屋に向かう道で、ヴィクトリアはゾンヌが撃たれていることに気づく。彼をホテルのベッドに寝かせると、彼はテレビをつける。ニュースで、ボクサーが銃撃戦で死亡し、ブリンカーも病院に運ばれ死亡したことが報じられている。ヴィクトリアはゾンヌが激しく出血していることに気づき、救急車を呼ぶ。救急車を待つ間、ゾンヌはヴィクトリアに手を握られながら息を引き取る。ヴィクトリアは慟哭する。しばらくして彼女は気を取り直すと、床に置かれた金を手に取り、ホテルを出る。朝日を浴びながら通りを歩く彼女の姿で、映画はワンカットを閉じる。

## キャスト
- ヴィクトリア: ライア・コスタ（英語版）
- ゾンネ: フレデリック・ラウ
- ボクサー: フランツ・ロゴフスキ
- フース: マックス・マウフ（英語版）
- ブリンカー: ブラク・イーギット（ドイツ語版）
- アンディ: アンドレ・M・ヘンニッケ

## 製作
本作の撮影は、撮影監督のシュトゥルラ・ブラント・グロヴレンによってワンカットの長回しで行われた。2014年4月27日の午前4時半頃から午前7時頃にかけて、クロイツベルク区とミッテ区の近隣で撮影された。脚本は12ページのみで、ほとんどの会話は即興で行われ、予定外のハプニングが起こっても撮影は続行されている。
資金を獲得するため、監督のゼバスチャン・シッパーは、ワンカットで完成できなかった場合はジャンプカットで編集したものを「プランB」として提供することを約束した。最初に、10分程度のカットを繋いだジャンプカット版が10日以上かけて撮影されており、ワンカット版が失敗しても納品できる構えだったが、シッパーはこのジャンプカット版を「良くない」と判断した。ワンカット版が撮影できるチャンスは、予算の都合上3回だった。シッパーによれば、最初のテイクは俳優たちが慎重になりすぎてつまらないものになったという。2回目は逆に、俳優たちは狂ったような演技になり、シッパーはこれを見て、残るチャンスが1回しかないことから怒りと恐怖を覚えたという。3回目の挑戦では成功となり、シッパーは、他のテイクにはない攻めの姿勢が成功に繋がったと述べている。
エンドロールでは、撮影監督の名前が最初にクレジットされている。

## 評価

### 批評家の反応
本作は批評家から肯定的な評価を受けている。映画批評集積サイトのRotten Tomatoesには123件のレビューがあり、批評家支持率は82%、平均点は10点満点で7.7点となっている。サイトの批評家の見解の要約は「本作のワンカットは紛れもなく見事で、ドラマの面でもとても効果的だ。技術的な複雑さも、調子の変化も、巧みに処理している」となっている。また、Metacriticには27件のレビューがあり、加重平均値は77/100となっている。
ハリウッド・リポーター誌は「動的で、熱狂的で、感覚的に押し寄せるジェットコースターに乗っているようだが、プロットは幾分現実味がない」と評した。バラエティ誌は本作を高く評価し、「驚くほどの優美さとエモーショナルな真実性で満ちている」と評した。

### 受賞
2015年のドイツ映画賞で、作品賞、監督賞、主演女優賞、主演男優賞、撮影賞、作曲賞を受賞し、6冠に輝いた。サウンドデザイン賞にもノミネートされた。
本作は第65回ベルリン国際映画祭のメインコンペティション部門で上映され、撮影監督のストゥルラ・ブラント・グロヴレンは銀熊賞の芸術貢献賞を受賞した。ほかに、2015年のトロント国際映画祭でスペシャル・プレゼンテーション部門に選出されている。また、第88回アカデミー賞のアカデミー外国語映画賞のドイツの代表作品候補となった8本のうちの1本だったが、英語の会話の割合が高いとして落選し、出品作は『顔のないヒトラーたち』となった。2017年、第70回英国アカデミー賞でライア・コスタがライジング・スター賞にノミネートされた。